# Tartaro (chimica)
Il tartaro è il nome generico dato dagli alchimisti ai sali dell'acido tartarico come, ad esempio, il tartaro d'antimonio.
Il tartrato acido di potassio (o cremor tartaro) è utilizzato nella preparazione di lieviti in polvere.